# Западный Булганак

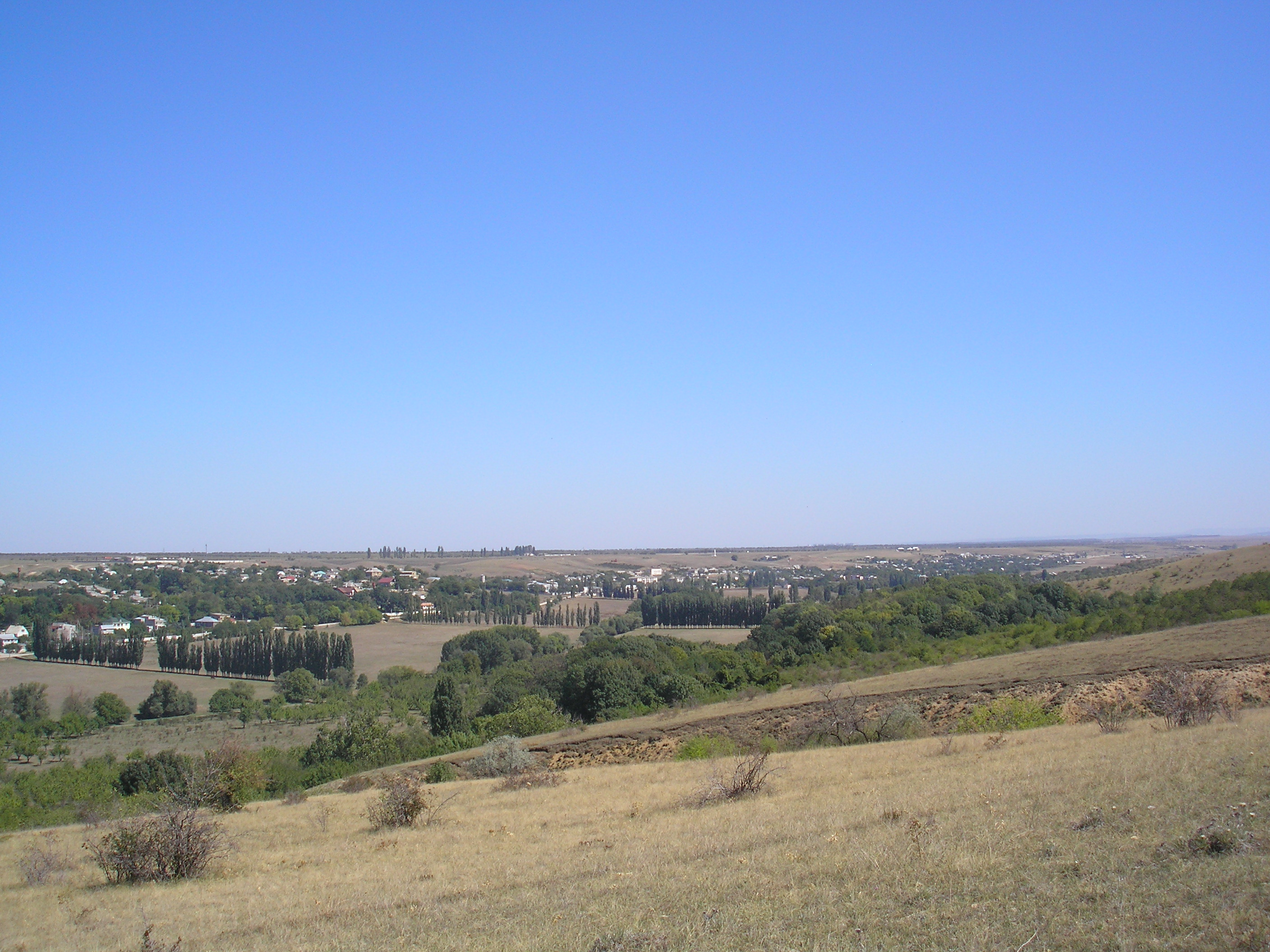
Булганак в среднем течении

За́падный Булгана́к (Булгана́к, укр. Західний Булганак, крымскотат. Ğarbiy Bulğanaq, Гъарбий Булгъанакъ) — маловодная река на юго-западе Крыма. Длина 49 км, площадь водосбора 180,0 км², уклон реки 7,5 м/км. Среднемноголетний сток, измеренный на гидропосте Трёхпрудное — 0,02 м³/с, в устье — 0,05 м³/с.
Начало реки находится на склонах Внутренней гряды Крымских гор, в балке у подножия горы Таш-Джарган, вытекая из небольшого болотистого водоёма, питаемого несколькими родниками, общий дебет которых в августе 1911 года Николай Рухлов оценил в 21600 вёдер в сутки. Течёт общим направлением на запад по территории Симферопольского и Бахчисарайского районов, по долине шириной от 1,5 до 3 км, лишь в одном месте сужающейся до 150 м. Принимает 9 безымянных притоков-балок длиной менее 5 километров, три из которых поименованы на подробных картах: Кара-Агач, впадающая у села Табачное, Кунтыймес — у Равнополья и Таллы-Джилга у Пожарского, все притоки левые. Также несколько малых запруженных притоков впадает непосредственно в районе устья. Впадает в Каламитский залив Чёрного моря в селе Береговое, среднегодовой сток воды в устье определён в 5,67 млн м³. Название реки с крымскотатарского языка (крымскотат. Bulğanaq) переводится как мутный.
Ранее на реке действовали 2 гидропоста: у села Молла-Эли, работавший с 1934 по 1941 год и у Трёхпрудного — с 1953 по 1963 год. На реке создано свыше 40 прудов различного назначения, вода Западного Булганака используются для орошения 859 гектаров сельхозугодий. Ниже села Кольчугино (Булганак) и до устья река безводна практически в течение всего года, так как выше по течению находятся запруды, собирающие водный сток. В самом устье, на территории Берегового, в настоящее время стоит плотина, полностью перекрывающая сток воды в море, само русло (шириной до 70 м) заросло тростником и рогозом, водный мир представлен озёрной лягушкой. Водоохранная зона реки установлена в 100 м
В долине реки у села Пожарское (Булганак-Бадрак) находится городище II в. до н. э. — III в. н. э., называемое Булганакским.